# Колін Фрілз
Колін Фрілз (англ. Colin Friels; 25 вересня 1952) — австралійський актор.

## Біографія
Колін Фрілз народився 25 вересня 1952 року в місті Кілвіннінг, Шотландія. Його мати була працівником на млині, а батько столяром. Колін жив у Кілбірні до 1963 року, коли його сім'я переїхала до Австралії, прибувши в місто Дарвін, Північна територія, перш ніж зупинитися в Брайтоні передмісті Мельбурна. Він працював муляром до навчання в престижному Національному інституті драматичного мистецтва, який закінчив у 1976 році. Під час навчання однокурсниками Коліна були його майбутня дружина Джуді Девіс, а також Мел Гібсон і Денніс Олсен.

## Кар'єра
Колін Фрілз почав працювати в театрі й на телебаченні. У 1980 році Фрілз був ведучим на дитячому телешоу «Play School». У 1986 році він зіграв головну роль у фільмі «Малкольм», за яку був відзначений премією AFI Award за найкращу чоловічу роль. Також Фрілз був номінований за найкращу чоловічу роль, за гру у фільмі «Ground Zero» (1987). З інших ролей можна відзначити корпоративного магната з манією величі у фільмі «Людина темряви» (1990). З 1996 по 1999 рік, Фрілз грав Френка Голловея у поліцейському серіалі «Водні щури».

## Особисте життя
Колін Фрілз одружився у 1984 році з акторкою Джуді Девіс. Має двох дітей: Джек Фрілз (1987) і Шарлотта Фрілз (1997).

## Фільмографія
- 1990 — Людина темряви / Darkman
- 1998 — Темне місто / Dark City
- 2011 — Око шторму / The Eye of the Storm